# Josef Hubeny
Josef Hubeny (* 19. Januar 1922) ist ein ehemaliger deutscher Fußballspieler. Der Offensivspieler hat für den SSV Jahn Regensburg in der damals erstklassigen Fußball-Oberliga Süd von 1949 bis 1958 insgesamt 129 Ligaspiele absolviert und dabei 64 Tore erzielt. Als Regensburg in der Saison 1952/53 den Meistertitel in der 2. Liga Süd errang und damit die Rückkehr in die Oberliga Süd glückte, wurde „Sepp“ Hubeny mit 24 Toren Rekordtorschütze in der 2. Liga Süd.

## Karriere

### Vereine
Der beim SK Königinhof aus dem Bezirk Trautenau im Norden von Böhmen fußballerisch aufgewachsene „Sepp“ Hubeny kam durch die Umstände des Zweiten Weltkrieges nach Bayern und setzte beim SV Passau seine fußballerische Laufbahn fort. Zur Runde 1947/48 schloss sich der großgewachsene, wuchtige und hervorragende Kopfballspieler den Rot-Weißen vom SSV Jahn Regensburg in der Landesliga Bayern, Gruppe Süd, an. Jahn erreichte die Vizemeisterschaft, einen Punkt hinter Meister und Aufsteiger BC Augsburg, deren Stürmer Georg Platzer mit 40 Toren sich in dieser Runde besonders auszeichnete. Im zweiten Jahr von Hubeny beim SSV, 1948/49, feierte er mit seinen Mannschaftskameraden und mit Spielertrainer Josef „Sepp“ Eisenschenk die Meisterschaft und den Aufstieg in die erstklassige Oberliga Süd.
Mit dem Aufsteiger in die Oberliga Süd debütierte Mittelstürmer und Torjäger Hubeny am 4. September 1949 bei einer 1:2-Heimniederlage gegen den VfB Stuttgart in der Oberliga. Ihm gelang der Ehrentreffer „des Jahn“ und er absolvierte insgesamt in der Saison 1949/50 23 Oberligaspiele, in denen er 13 Tore erzielte. Trotz der Neuzugänge von Michael Koller, Adolf „Peter“ Niemann, Karl Schamriß und Ludwig Schuller stieg Jahn aber als 15. ab und musste 1950/51 in der neuen 2. Liga Süd antreten. Im dritten Jahr, 1952/53 unter Trainer Franz Binder, gelang der Meisterschaftserfolg und die Rückkehr in die Oberliga Süd. In der 18er-Liga hatten sich Hubeny und Kollegen (Heinrich Beyerlein, Georg Gehring, Alfred Popp) vor Vizemeister Hessen Kassel durchgesetzt. Maßgeblich trugen dazu die 24 Tore des 31-jährigen Jahn-Torjägers bei, der sich damit auch die Torjägerkrone in der 2. Liga Süd sichern konnte. Als Aufsteiger erreichte Regensburg 1953/54 mit 33:27 Punkten den 6. Rang und Hubeny bewies mit 15 Treffern seine Torgefährlichkeit auch in der Oberliga. Insgesamt erzielte Jahn in dieser Runde lediglich 42 Tore, der Absteiger Viktoria Aschaffenburg als 16. mit lediglich 19 Pluspunkten erzielte immerhin 44 Treffer. Der Start war mit 0:6 Punkten in den drei Auftaktspielen gegen Waldhof Mannheim (0:5), BC Augsburg (1:2) und Kickers Stuttgart (1:3) schiefgegangen. Mit einem Hattrick in der ersten Halbzeit im Heimspiel am 6. September 1953 gegen Viktoria Aschaffenburg sorgte Hubeny für die ersten zwei Pluspunkte in der Oberliga. Bei der 0:3-Heimniederlage am 17. Januar 1954 gegen den 1. FC Nürnberg waren 30.000 Zuschauer im Jahnstadion. Für viel Aufhebens sorgte in der Hinrunde am 4. Oktober 1953 das Spiel beim Karlsruher SC: 20 Minuten vor Schluss führten die Regensburger 3:1, als Jahn-Mittelstürmer Sepp Hubeny bei einem Eckball gegen das Tor der Gastgeber rannte, das krachend zusammenbrach. Da das Tor nicht wieder regelgerecht aufgestellt werden konnte, wurde das Spiel vom Schiedsrichter abgebrochen. In zweiter Instanz wurde das Spiel mit 3:1 für Jahn gewertet. Nach Abschluss der Runde zeichnete sich der Jahn-Torjäger in der Oberliga-Vergleichsrunde beim Spiel gegen Alemannia 90 Berlin als 6-facher Torschütze beim 8:0-Heimerfolg aus, wobei er viermal den Ball mit dem Kopf versenkte.
Auch noch in den zwei nächsten Runden konnte Hubeny zweistellige Trefferquoten vorweisen: 1954/55 14 Tore und 1955/56 13 Tore. In der DFB-Pokalrunde 1954/55 erzielte er im Heimspiel gegen den FC Schalke 04 in der 80. Minute den 1:1-Ausgleichstreffer und brachte im Wiederholungsspiel am 5. September 1954 auf Schalke den Jahn mit drei Treffern in der 1. Halbzeit sogar mit 4:3 in Führung. Der Schalker Stopper Paul Matzkowski hatte einen schweren Stand gegen den Sturmführer aus Regensburg gehabt. Als 36-Jähriger versuchte er 1957/58 unter Trainer Béla Sárosi, den Abstieg vom SSV nochmals in 14 Einsätzen mit vier Toren abzuwenden, ohne Erfolg, Regensburg stieg als Vorletzter in die 2. Liga Süd ab und Hubeny beendete seine höherklassige Laufbahn. In sechs Runden hat der Torschütze für Regensburg 129 Oberligaspiele bestritten und dabei 64 Tore erzielt.
Im Jahr 2007 wurde Hubeny in die „Jahrhundertelf“ des SSV Regensburg gewählt.